# ألان إمبيري
ألان إمبيري هو سياسي كندي، ولد في 1907، وتوفي في 22 سبتمبر 1978. انتخب عضو المجلس التشريعي في ساسكاتشوان ‏.